# 2011-es Honda Indy Toronto
A 2011-es Honda Indy Toronto volt a 2011-es Izod IndyCar Series szezon kilencedik futama. A versenyt 2011. július 10-én rendezték meg a kanadai Torontóban kialakított utcai pályán. A versenyt a Versus közvetítette.

## Nevezési lista
| Csapat                       | Első pilóta | Első pilóta         | Második pilóta | Második pilóta     | Harmadik pilóta | Harmadik pilóta | Negyedik pilóta | Negyedik pilóta  |
| ---------------------------- | ----------- | ------------------- | -------------- | ------------------ | --------------- | --------------- | --------------- | ---------------- |
| Newman/Haas Racing           | 2           | Oriol Servià        | 06             | James Hinchcliffe  |                 |                 |                 |                  |
| Team Penske                  | 3           | Hélio Castroneves   | 6              | Ryan Briscoe       | 12              | Will Power      |                 |                  |
| Panther Racing               | 4           | J. R. Hildebrand    |                |                    |                 |                 |                 |                  |
| KV Racing Technology - Lotus | 5           | Szató Takuma        | 59             | E. J. Viso         | 82              | Tony Kanaan     |                 |                  |
| Andretti Autosport           | 7           | Danica Patrick      | 26             | Marco Andretti     | 27              | Mike Conway     | 28              | Ryan Hunter-Reay |
| Dragon Racing                | 8           | Paul Tracy          |                |                    |                 |                 |                 |                  |
| Target Chip Ganassi Racing   | 9           | Scott Dixon         | 10             | Dario Franchitti   | 38              | Graham Rahal    | 83              | Charlie Kimball  |
| A.J. Foyt Enterprises        | 14          | Vitor Meira         |                |                    |                 |                 |                 |                  |
| Dreyer & Reinbold Racing     | 22          | Justin Wilson       | 24             | Ana Beatriz        |                 |                 |                 |                  |
| Dale Coyne Racing            | 18          | James Jakes         | 19             | Sebastien Bourdais |                 |                 |                 |                  |
| Conquest Racing              | 34          | Sebastian Saavedra  |                |                    |                 |                 |                 |                  |
| Sam Schmidt Motorsports      | 77          | Alex Tagliani       |                |                    |                 |                 |                 |                  |
| HVM Racing                   | 78          | Simona de Silvestro |                |                    |                 |                 |                 |                  |
| HIVATALOS NEVEZÉSI LISTA     |             |                     |                |                    |                 |                 |                 |                  |

## Eredmények

### Időmérő
| Pozíció | #  | Pilóta              | Csapat                       | Egyes csoport | Kettes csoport | Top 12    | Fast 6    |
| ------- | -- | ------------------- | ---------------------------- | ------------- | -------------- | --------- | --------- |
| 1       | 12 | Will Power          | Team Penske                  |               | 59.3535        | 59.4191   | 59.5771   |
| 2       | 9  | Scott Dixon         | Chip Ganassi Racing          | 59.3859       |                | 59.3779   | 59.6646   |
| 3       | 10 | Dario Franchitti    | Chip Ganassi Racing          |               | 59.6454        | 59.5997   | 59.9000   |
| 4       | 27 | Mike Conway         | Andretti Autosport           | 59.6286       |                | 59.4130   | 59.9326   |
| 5       | 38 | Graham Rahal        | Chip Ganassi Racing          |               | 59.7652        | 59.6519   | 1:00.0463 |
| 6       | 2  | Oriol Servià        | Newman/Haas Racing           |               | 59.8327        | 59.6704   | 1:00.3341 |
| 7       | 19 | Sebastien Bourdais  | Dale Coyne Racing            |               | 59.8988        | 59.8239   |           |
| 8       | 28 | Ryan Hunter-Reay    | Andretti Autosport           | 59.4830       |                | 59.8715   |           |
| 9       | 77 | Alex Tagliani       | Sam Schmidt Motorsports      |               | 59.8096        | 59.8901   |           |
| 10      | 6  | Ryan Briscoe        | Team Penske                  |               | 59.5159        | 59.9020   |           |
| 11      | 22 | Justin Wilson       | Dreyer & Reinbold Racing     | 59.5196       |                | 59.9636   |           |
| 12      | 3  | Hélio Castroneves   | Team Penske                  |               | 59.7769        | 1:00.0115 |           |
| 13      | 06 | James Hinchcliffe   | Newman/Haas Racing           | 59.8346       |                |           |           |
| 14      | 14 | Vitor Meira         | A. J. Foyt Enterprises       |               | 59.9869        |           |           |
| 15      | 34 | Sebastian Saavedra  | Conquest Racing              | 59.9389       |                |           |           |
| 16      | 82 | Tony Kanaan         | KV Racing Technology - Lotus |               | 1:00.0149      |           |           |
| 17      | 78 | Simona de Silvestro | HVM Racing                   | 1:00.0806     |                |           |           |
| 18      | 59 | E. J. Viso          | KV Racing Technology - Lotus |               | 1:00.1191      |           |           |
| 19      | 5  | Szató Takuma        | KV Racing Technology - Lotus |               | 1:00.1003      |           |           |
| 20      | 26 | Marco Andretti      | Andretti Autosport           |               | 1:00.1542      |           |           |
| 21      | 7  | Danica Patrick      | Andretti Autosport           | 1:00.3438     |                |           |           |
| 22      | 4  | J. R. Hildebrand    | Panther Racing               |               | 1:00.4472      |           |           |
| 23      | 18 | James Jakes         | Dale Coyne Racing            | 1:00.6226     |                |           |           |
| 24      | 8  | Paul Tracy          | Dragon Racing                |               | 1:00.4524      |           |           |
| 25      | 83 | Charlie Kimball     | Chip Ganassi Racing          | 1:00.6463     |                |           |           |
| 26      | 24 | Ana Beatriz         | Dreyer & Reinbold Racing     |               | 1:00.7917      |           |           |

## Rajtfelállás
| Rajtsor | Belső ív | Belső ív            | Külső ív | Külső ív          |
| ------- | -------- | ------------------- | -------- | ----------------- |
| 1       | 12       | Will Power          | 9        | Scott Dixon       |
| 2       | 10       | Dario Franchitti    | 27       | Mike Conway       |
| 3       | 38       | Graham Rahal        | 2        | Oriol Servià      |
| 4       | 19       | Sebastien Bourdais  | 28       | Ryan Hunter-Reay  |
| 5       | 77       | Alex Tagliani       | 6        | Ryan Briscoe      |
| 6       | 22       | Justin Wilson       | 3        | Hélio Castroneves |
| 7       | 06       | James Hinchcliffe   | 14       | Vitor Meira       |
| 8       | 34       | Sebastian Saavedra  | 82       | Tony Kanaan       |
| 9       | 78       | Simona de Silvestro | 59       | E. J. Viso        |
| 10      | 5        | Szató Takuma        | 26       | Marco Andretti    |
| 11      | 7        | Danica Patrick      | 4        | J. R. Hildebrand  |
| 12      | 18       | James Jakes         | 8        | Paul Tracy        |
| 13      | 83       | Charlie Kimball     | 24       | Ana Beatriz       |

### Verseny
| Pozíció               | #  | Pilóta              | Csapat                       | Futott kör | Idő/Kiesés oka       | Rajthely | Élen töltött körök száma | Pont |
| --------------------- | -- | ------------------- | ---------------------------- | ---------- | -------------------- | -------- | ------------------------ | ---- |
| 1.                    | 10 | Dario Franchitti    | Chip Ganassi Racing          | 85         | 1:56:32.1501         | 3        | 30                       | 50   |
| 2.                    | 9  | Scott Dixon         | Chip Ganassi Racing          | 85         | +0.7345              | 2        | 0                        | 40   |
| 3.                    | 28 | Ryan Hunter-Reay    | Andretti Autosport           | 85         | +6.0144              | 8        | 0                        | 35   |
| 4.                    | 26 | Marco Andretti      | Andretti Autosport           | 85         | +7.5671              | 20       | 0                        | 32   |
| 5.                    | 14 | Vitor Meira         | A.J. Foyt Enterprises        | 85         | +9.0117              | 14       | 0                        | 30   |
| 6.                    | 19 | Sebastien Bourdais  | Dale Coyne Racing            | 85         | +9.3114              | 7        | 0                        | 28   |
| 7.                    | 6  | Ryan Briscoe        | Team Penske                  | 85         | +9.8735              | 10       | 0                        | 26   |
| 8.                    | 4  | J. R. Hildebrand    | Panther Racing               | 85         | +14.1750             | 22       | 0                        | 24   |
| 9.                    | 59 | E. J. Viso          | KV Racing Technology - Lotus | 85         | +14.7843             | 18       | 0                        | 22   |
| 10.                   | 78 | Simona de Silvestro | HVM Racing                   | 85         | +15.7603             | 17       | 0                        | 20   |
| 11.                   | 24 | Ana Beatriz         | Dreyer & Reinbold Racing     | 85         | +16.8992             | 26       | 0                        | 19   |
| 12.                   | 2  | Oriol Servià        | Newman/Haas Racing           | 85         | +19.8766             | 6        | 0                        | 18   |
| 13.                   | 38 | Graham Rahal        | Chip Ganassi Racing          | 85         | +21.3123             | 5        | 23                       | 17   |
| 14.                   | 06 | James Hinchcliffe   | Newman/Haas Racing           | 84         | +1 Kör               | 13       | 0                        | 16   |
| 15.                   | 22 | Justin Wilson       | Dreyer & Reinbold Racing     | 84         | +1 Kör               | 11       | 0                        | 15   |
| 16.                   | 8  | Paul Tracy          | Dragon Racing                | 82         | +3 Kör               | 24       | 0                        | 14   |
| 17.                   | 3  | Hélio Castroneves   | Team Penske                  | 81         | +4 Kör               | 12       | 0                        | 13   |
| 18.                   | 18 | James Jakes         | Dale Coyne Racing            | 81         | +4 Kör               | 23       | 0                        | 12   |
| 19.                   | 7  | Danica Patrick      | Andretti Autosport           | 79         | +6 Kör               | 21       | 0                        | 12   |
| 20.                   | 5  | Szató Takuma        | KV Racing Technology - Lotus | 79         | +6 Kör               | 19       | 0                        | 12   |
| 21.                   | 83 | Charlie Kimball     | Chip Ganassi Racing          | 77         | Baleset              | 25       | 0                        | 12   |
| 22.                   | 27 | Mike Conway         | Andretti Autosport           | 76         | Baleset              | 4        | 0                        | 12   |
| 23.                   | 77 | Alex Tagliani       | Sam Schmidt Motorsports      | 71         | Baleset Patrick-el   | 9        | 0                        | 12   |
| 24.                   | 12 | Will Power          | Team Penske                  | 66         | Baleset Tagliani-val | 1        | 32                       | 15   |
| 25.                   | 34 | Sebastian Saavedra  | Conquest Racing              | 43         | Baleset              | 15       | 0                        | 10   |
| 26.                   | 82 | Tony Kanaan         | KV Racing Technology - Lotus | 2          | Baleset Briscoe-val  | 16       | 0                        | 10   |
| HIVATALOS VÉGEREDMÉNY |    |                     |                              |            |                      |          |                          |      |

### Verseny statisztikák
A verseny alatt 4-szer változott az élen álló személye 3 versenyző között.
| Változás az élen | Változás az élen |
| Kör              | Élen             |
| ---------------- | ---------------- |
| 33               | Dario Franchitti |
| 49               | Graham Rahal     |
| 72               | Dario Franchitti |

| Élen töltött körök száma | Élen töltött körök száma |
| Körök                    | Versenyző                |
| ------------------------ | ------------------------ |
| 32                       | Will Power               |
| 30                       | Dario Franchitti         |
| 23                       | Graham Rahal             |

| Sárga zászlók: 8 alkalommal összesen 32 körön át | Sárga zászlók: 8 alkalommal összesen 32 körön át                        |
| Körök                                            | Ok                                                                      |
| ------------------------------------------------ | ----------------------------------------------------------------------- |
| 3-5                                              | #6-os és #82-es autó balesete a 3-as kanyarban                          |
| 31-35                                            | #3-as és #77-es autó balesete a 3-as kanyarban                          |
| 39-42                                            | #18-as autó megpördülése a 9-es kanyarban                               |
| 48-51                                            | #8-as, #14-es, #18-as és #83-as autó balesete a 3-as kanyarban          |
| 57-60                                            | #12-es autó megpördülése a 3-as kanyarban                               |
| 66-70                                            | #12-es és #77-es autó balesete az 5-ös kanyarban                        |
| 72-75                                            | #7-es, #18-as és #77-es autó balesete a 3-as kanyarban                  |
| 77-79                                            | #2-es, #22-es, #27-es, #83-as és #06-os autó balesete az 1-es kanyarban |

## Bajnokság állása a verseny után
Pilóták bajnoki állása
| Pozíció | Pilóta           | Pontok |
| ------- | ---------------- | ------ |
| 1       | Dario Franchitti | 353    |
| 2       | Will Power       | 298    |
| 3       | Scott Dixon      | 270    |
| 4       | Oriol Servià     | 234    |
| 5       | Tony Kanaan      | 221    |